# Политическая философия Платона
Политическая философия Платона ― совокупность воззрений древнегреческого философа Платона относительно властных отношений в обществе. Наиболее известным его диалогом с политическим содержанием является «Государство», в котором через уста Сократа им представлена критика демократических практик управления полисом. Платон выступает сторонником аристократического строя, во главе которого должны стоять правители-философы. На этом основании некоторые исследователи называют политическую философию Платона тоталитарной.

## Критика демократии
В «Государстве» Платон выдвигает ряд аргументов против демократии. Он утверждает, что демократия представляет собой опасность для общества, поскольку она дозволяет индивиду чрезмерную свободу. Он полагает, что система общественного устройства, в которой каждый гражданин имеет право участвовать в решении общих дел, открывает путь во власть эгоистичным людям, которые заботятся лишь о личных амбициях, но не об общем благе. Таким образом, философ приходит к выводу о том, что в демократическом обществе к власти неизменно будут приходить диктаторы, тираны и демагоги. По его мнению, при демократии главенствующие позиции в государстве занимают люди, не обладающие надлежащими навыками управления и моральным обликом, а те, кто лучше всего подготовлен к властвованию, как правило, остаются не у дел.

### Государство как корабль
Платон приводит аналогию, связанную с демократией: он просит нас вообразить корабль, хозяин которого превосходит всех на корабле по высоте и силе, но при этом немного глухой; его зрение также ослаблено, и его знания в области навигации столь же плохи. Затем он просит нас представить себе моряков, которые спорят о том, кто должен управлять штурвалом, в то время как никто из них не имеют малейшего понятия о навигации. Все моряки пытаются убедить хозяина передать им управление кораблем, и тот, кто убедит его, становится кормчим, или капитаном. Они обманывают владельца, заставляя его передать управление. Настоящий кормчий, обладающий знаниями в области навигации, рассматривается ими как бесполезный звездочёт и никогда не становится рулевым. Истинный кормчий представляет собой царя-философа, знающего формы справедливости и блага.

## Идеальная форма правления
В «Государстве» Платон представляет образ идеального города-государства, который он называет «Каллиполис».

### Классы в идеальном обществе
Платон называет три класса в своём идеальном обществе.
1. Низшее: дельцы ― ремесленники и крестьяне, которые производят товары и услуги в обществе.
2. Среднее: стражи ― воины.
3. Высшее: правители ― те, кто следят за порядком в обществе и защищают его от захватчиков. Выбираются из стражей.

### Цари-философы и стражи
Идеальные правители Платона ― цари-философы. Они не только самые мудрые, но также самые добродетельные и бескорыстные. Для борьбы с коррупцией Платон предполагает, что правители будут жить просто и сообща. Вопреки общественным ценностям того времени, Сократ говорит о том, что пол не должен играть роли при принятии решения о том, кто должен править: по его мнению, женщины могли править так же хорошо, как и мужчины. Сократ предполагает, что стражи должны воспроизводить потомство, но их дети будут воспитываться гражданами совместно. Биологические родители детей никогда не будут им известны, так что ни один страж никогда не предпочтёт собственное потомство общему благу. Дети будут проходить испытания, и только самые мудрые и добродетельные из них станут правителями.

## Критика
Карл Поппер обвинил Платона в том, что тот стал предтечей тоталитаризма в XX веке на том основании, что его философы-цари со своими мечтами о «социальной инженерии» и «идеализме» были образцами для подражания для Адольфа Гитлера и Иосифа Сталина (каждый из которых усвоил данную идею: первый ―  через Гегеля, второй ― через Маркса)